# Эллис, Робин
Э́нтони Ро́бин Э́ллис (англ. Anthony Robin Ellis, род. 8 января 1942, Ипсуич, Саффолк) — английский актёр. Наиболее известен по роли капитана Росса Полдарка в телесериале «Полдарк», классической адаптации первых семи книг одноимённой серии романов писателя Уинстона Грэма.

## Биография

### Ранняя жизнь и начало карьеры
Эллис родился в Ипсуиче, графство Саффолк. Он и его младшие братья учились в независимой школе в Хайгейте в северном Лондоне и в колледже Фицуильям в Кембридже, где он изучал историю и появился в более чем 20 спектаклях. Его дебют на Вест-Энде состоялся в постановке «Соперников» Шеридана в театре Хэймаркет, в котором он сыграл капитана Джека Абсолюта. Затем он сыграл в «Настоящем инспекторе Хаунде» Стоппарда в театре Критерион и «Домах вдовца» Шоу в Ройал-Корт. Он был членом Актёрской компании, которую в 1972 году основали Иэн Маккеллен и Эдвард Петербридж; эта компания была основана исключительно актёрами и демократично управлялась ими самими. В репертуаре компании было много спектаклей, где был задействован Эллис: «Жаль, что она развратница» Форда, «Правя бал», «Так поступают в свете» Конгрива, «Леший» Чехова, «Вакханки» Еврипида, «Тартюф, или Обманщик» Мольера, «Король Лир» Шекспира и «Узлы», основанный на книге Л.Р. Лэйнга.

### Прорыв и дальнейшая карьера
Прорыв Эллиса пришёлся на 1975 год, когда он сыграл главную роль капитана Росса Полдарка в популярном телесериале «Полдарк» на BBC One. Он появился в роли преподобного Холса в новой экранизации романов Уинстона Грэма «Полдарк» в 2015 году.
Эллис снялся вместе с Ли Ремик в фильме «Европейцы» (1979) по Генри Джеймсу, сыграв роль Джона Эктона. Он появился в мини-сериале CBS «Проклятие гробницы короля Тута» (1980), сыграв англичанина Говарда Картера, нашедшего гробницу Тутанхамона; а также в британском драматическом телесериале «Биение сердца» (2001, 2006) и в телефильме «Глаз, приспособленный к тьме» (1994), который основан на психологическим триллере, написанным Рут Ренделл. В 2006 году он сыграл в одном из эпизодов шведского детективного сериала «Валландер».
У Эллиса также была длительная театральная карьера, которая включает и сотрудничество с Королевской шекспировской компании. Он появился в музыкальной версии «Комедии ошибок» в роли Пинча; в «Короле Лире» в роли Эдмунда; в «Троиле и Крессиде» в роли Ахиллеса; и в «Много шума из ничего» в роли дона Педро. В 1996 году он появился в постановке «Сильвии» Альберта Гёрни с Зои Уонамейкер в вест-эндском театре Аполло.
Эллис является известным „голосом-за-кадром“ и совладельцем компании озвучивания Voices in London. Он читал текст за кадром во многих документальных фильмах, в том числе «Падение Стены», «Вторая русская революция» и «Конец империи».

### Писательство

#### Мемуары
Эллис является автором книги мемуаров под названием «Создание Полдарка» (англ. Making Poldark) о истории создания сериала, впервые опубликованной в 1978 году издательством Bossiney Books (ISBN 0-906456-00-2). В 2012 году книга была переработана и дополнена, а затем переиздана издательством Palo Alto Publishing (ISBN 9780983939818). В июне 2015 года на Audible была выпущена аудиоверсия книги.

#### Кулинарные книги
Первая кулинарная книга Эллиса «Вкусные блюда для диабетиков: Средиземноморский способ питания» (англ. Delicious Dishes for Diabetics: A Mediterranean Way of Eating) была издана 4 августа 2011 года компанией Constable & Robinson, под импринтом RightWay. Американское издательство Skyhorse выпустило книгу в США в ноябре 2011 года под немного изменённым названием — «Вкусные блюда для диабетиков: Хорошее питание для диабетиков 2-го типа» (англ. Delicious Dishes for Diabetics: Eating Well with Type 2 Diabetes).
Его вторая книга «Здоровое питание для жизни» (англ. Healthy Eating for Life) увидела свет в январе 2014 года в Великобритании и в марте того же года в США. Третья книга «Средиземноморская кухня для диабетиков: Вкусные блюда для контроля и предотвращения диабета» (англ. Mediterranean Cooking for Diabetics: Delicious Dishes to Control or Avoid Diabetes) была издана в Великобритании издательским домом Little, Brown UK в 2016 году.

### Личная жизнь
Эллис живёт со своей женой Мередит на юго-западе Франции. Его младшими братьями являются актёр Джек Эллис (род. 1955) и режиссёр Питер Эллис (1948—2006).